# Brudevalsen
Brudevalsen er en dans, der i Danmark ofte danses i forbindelse med et bryllup. I Danmark er der tradition for at man danser til brudevalsen inden klokken slår 24. Danmark er det eneste land i verden, der har en specifik melodi, som der skal danses til et bryllup.[kilde mangler]
Brudevalsen blev skrevet af komponisten Niels W. Gade til balletten Et Folkesagn, som havde uropførelse i 1854.
Ifølge en udbredt beretning havde Niels W. Gade ikke de store tanker om stykket, og at det var balletmesteren August Bournonville, der tog noderne op af skraldespanden.